# Mesochorus convexus
Mesochorus convexus là một loài tò vò trong họ Ichneumonidae.